# Hugo Huybrechts
Hugo Huybrechts (Zepperen, 21 januari 1945) is een Belgisch voormalig volleyballer.

## Levensloop
Huybrechts kwam uit voor Brabo Antwerpen. Met deze club werd hij in seizoen 1965-'66 landskampioen en won hij het daarop volgende seizoen de eerste Beker van België. Later was hij actief bij Rebels Lier, waarmee hij in 1972-'73 de Bekerwinnaar werd. Ook verdedigde hij de kleuren van het Nederlandse Brevok Breda.
Daarnaast was hij actief bij het Belgisch volleybalteam, waarmee hij onder meer deelnam aan de Olympische Zomerspelen van 1968.
Na zijn spelerscarrière was hij coach bij het damesteam van VC Temse (1985-1991).